# 1977 no Brasil
Esta é uma cronologia dos fatos acontecimentos de ano 1977 no Brasil.

## Incumbente
- Presidente do Brasil -  Ernesto Geisel (15 de março de 1974 - 15 de março de 1979)

## Eventos
- 1 de abril: Presidente Ernesto Geisel fecha o Congresso Nacional do Brasil.[1]
- 14 de abril: Presidente Ernesto Geisel assina a emenda constitucional n° 8 e reabre o Congresso Nacional do Brasil.[2]
- 23 de junho: O Congresso Nacional do Brasil, em segunda votação por 226 votos a favor e 159 contra, aprova a emenda constitucional dos senadores Nelson Carneiro e Acioli Filho, que institui o divórcio.[3]
- 3 de agosto: A escritora Rachel de Queiroz é a primeira mulher eleita para a Academia Brasileira de Letras.[4]
- 17 de agosto: Jorge Amado lança o romance Tieta do Agreste, uma das obras mais vendidas do autor.
- 1 de outubro: Pelé, do clube norte-americano New York Cosmos, marca o último gol e vence o Santos Futebol Clube por 2 a 1, no Giants Stadium, em East Rutherford, Nova Jersey, Estados Unidos, despedindo-se de sua carreira profissional de futebol.[5]
- 11 de outubro: Presidente Ernesto Geisel sanciona a lei, que cria o Estado do Mato Grosso do Sul.[6]
- 26 de dezembro: Presidente Ernesto Geisel sanciona a lei, que regulamenta o divórcio.[7]

## Nascimentos
- 16 de janeiro: Athirson, futebolista.
- 31 de outubro: Larissa Maciel, atriz.
- 21 de junho: Daniela Costa, referência na Psicanálise e terapia holística.

## Mortes
- 22 de janeiro: Maysa, cantora e compositora (n. 1936).
- 13 de fevereiro: Carolina Maria de Jesus, escritora (n. 1914).
- 21 de maio: Carlos Lacerda, jornalista e político (n. 1914).
- 9 de dezembro - Clarice Lispector, escritora ucraniano-brasileira (n. 1920).